# Circinella chinensis
Circinella chinensis är en svampart som beskrevs av H. Nagan. & Kojiro 1942. Circinella chinensis ingår i släktet Circinella och familjen Mucoraceae.   Inga underarter finns listade i Catalogue of Life.